# مارتین فولر
مارتین فولر (به انگلیسی: Martin Fowler) (متولد ۱۹۶۳) بریتانیایی، مهندس نرم‌افزار، نویسنده و سخنران بین‌المللی پیرامون توسعه نرم‌افزار، متخصص طراحی و آنالیز برنامه‌نویسی شیءگرا، یو ام‌ال، الگوی طراحی، و روش‌شناس باشگاه توسعه نرم‌افزار، از جمله برنامه‌نویسی مفرط می‌باشد .

## زندگی‌نامه
فولر در والسال بدنیا آمد و بزرگ شد و برای دوران متوسطه به مدرسهٔ گرامر کویین ماری رفت. او در سال ۱۹۸۶ از کالج دانشگاهی لندن فارغ التحصیل شد. در سال ۱۹۹۴ به ایالات متحده رفت و در نزدیکی بوستون، ماساچوست در شهری به نام ملروز اقامت گزید.
فولر در اوایل دههٔ ۱۹۸۰ کار بر روی نرم‌افزار را آغاز نمود. بعد از خروچ از دانشگاه در سال ۱۹۸۶ تا ۱۹۹۱ برای شرکت پرایس واتر هاوس کوپرز کار می کرد. در شرکت ثات وورکز، یک شرکت یکپارچه‌سازی سیستم‌ها و مشاوره، دانشمند ارشد بود.
فولر تاکنون ۶ کتاب پیرامون توسعهٔ نرم‌افزار منتشر کرده‌است. او عضو باشگاه اتحاد بوده و در سال ۲۰۰۱ در کنار ۱۶ نویسندهٔ دیگر، منشور باشگاه توسعه نرم‌افزار را نوشت. او بیکی، تلفیقی از وبلاگ و ویکی را ایجاد کرد. وی همچنین اصطلاح تزریق وابستگی را به عنوان حالتی از وارونگی کنترل عمومی ساخت.

## کتاب‌ها
- ۱۹۹۶، الگوهای طراحی: مدل های شی قابل استفاده مجدد.[۵]
- ۱۹۹۷، عصاره یو ام‌ال: یک راهنمای مختصر درباره ی زبان مدلسازی استاندارد شی.[۶]
- ۱۹۹۹، بازآرایی: اصلاح طراحی کد های موجود. به همراه کنت بک، جان برنت و ویلیام اوپدیک.[۷]
- ۲۰۰۱، برنامه‌ریزی برنامه‌نویسی مفرط. به همراه کنت بک.[۸]
- ۲۰۰۲، الگوهای معماری برنامه‌های سازمانی. به همراه دیوید رایس، متیو فوئمل، ادوارد هیئات، رابرت می و رندی استافورد.[۹]
- ۲۰۱۰، زبان‌های خاص‌دامنه. به همراه ربکا پارسونز.[۱۰]
- ۲۰۱۲، عصاره نواس‌کیوال. به همراه پرامود سادالاگ.[۱۱]